# جورج إدوين ييتس
جورج إدوين ييتس (بالإنجليزية: Edwin Yates)‏ هو سياسي أسترالي، ولد في 14 مايو 1871 بستافوردشاير في المملكة المتحدة، وتوفي في 16 يوليو 1959. حزبياً، نشط في حزب العمال الأسترالي. وقد انتخب عضو مجلس النواب الأسترالي عن دائرة Division of Adelaide ‏ (16 ديسمبر 1922 – 19 ديسمبر 1931) وانتخب عضو مجلس النواب الأسترالي عن دائرة Division of Adelaide ‏ (10 يناير 1914 – 13 ديسمبر 1919).